# Pécsi ókeresztény sírkamrák (emlékérme)
Pécsi ókeresztény sírkamrák emlékérme „A világörökség részei Magyarországon” sorozat keretében jelent meg.

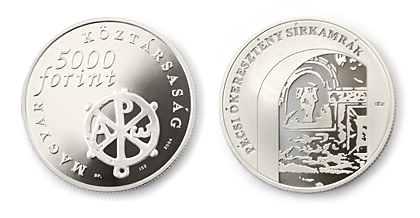
Pécsi ókeresztény sírkamrák emlékérme, 2004, Magyar Nemzeti Bank, ezüst, vert, tervező: ifj. Szlávics László

A tervezésre felkért éremművészek pályamunkái közül ifj. Szlávics László alkotását választotta a szakértői bizottság megvalósításra. Az előlapon az érméken megszokott kötelező elemeken – Magyar Köztársaság felirat, értékjelzés, BP. verdejel, évszám, tervező mesterjegye – kívül a feltárás során előkerült un. Krisztus monogram képét helyezte el a művész. A hátlapon az un. korsós sírkamra képét jelenítette meg, ami a jó állapotban megmaradt falfestményen látható jellegzetes motívumról kapta nevét. A téma oldalon az illusztráción kívül Pécsi ókeresztény sírkamrák felirat és a tervező kisméretű monogramja látható.

## Érme adatai
- Kibocsátó: Magyar Nemzeti Bank
- Tervező: ifj. Szlávics László
- Gyártó: Magyar Pénzverő Zrt.
- Kibocsátás: 2004. december 9.
- Névérték 5000 forint
- Anyag:	925 ezrelék finomságú ezüst
- Átmérő: 38,61 mm
- Súly: 31,46 gramm
- Széle: recézett
- Kibocsátott mennyiség

Proof minőségben: 5000 db
BU minőségben: 5000 db